# Helena Valley Northeast
Helena Valley Northeast è un census-designated place degli Stati Uniti d'America, nello stato del Montana, nella Contea di Lewis and Clark. Al censimento 2010 contava 2 995 abitanti.
Fa parte dell'area metropolitana di Helena.